# Entomobryomorpha
Entomobryomorpha (лат.) — отряд членистоногих из подкласса Коллемболы или ногохвостки (Collembola). Иногда рассматривается в ранге надсемейства (Entomobryoidea) или подотряда.

## Описание
Отличаются от других коллембол формой тела. Например, Symphypleona имеют почти круглую или сферическую форму тела, а Poduromorpha — овальную. У Entomobryomorpha вытянутое тело с короткими ногами и длинными усиками.

## Классификация
Группа Entomobryomorpha ранее в качестве Entomobryoidea объединялась вместе с Poduromorpha (тогда как Poduroidea) в таксон под названием «Arthropleona», но современные данные показали, что он парафилетичен. И все три группы коллембол (Entomobryomorpha, Poduromorpha, Symphypleona) теперь рассматриваются как самостоятельные и равного таксономического уровня. Во времена, когда коллемболы считались отрядом насекомых, группа «Arthropleona» и Symphypleona трактовались в качестве подотрядов.
Выделяют следующие надсемейства (обзор Entomobryomorpha 2008 года):
- Entomobryomorpha (ранее Entomobryoidea в составе Arthropleona)
  - Coenaletoidea
    - Семейство Coenaletidae

  - Entomobryoidea
    - Семейство Paronellidae Börner, 1913 — включает Cyphoderidae
    - Семейство Entomobryidae
    - Семейство Microfalculidae
    - Семейство Oncobryidae K. A. Christiansen & E. Pike, 2002 (ископаемое)[3]
    - Семейство Praentomobryidae (ископаемое)

  - Isotomoidea
    - Семейство Isotomidae
    - Семейство Actaletidae
    - Семейство Protentomobryidae (ископаемое)

  - Tomoceroidea
    - Семейство Oncopoduridae
    - Семейство Tomoceridae
      - Род Plutomurus
      - Род Tomocerus (Tomocerus minor и др.)